# Analytic Hierarchy Process
Der Analytic Hierarchy Process bzw. Analytische Hierarchieprozess (AHP), auch Saaty-Methode, ist eine von dem Mathematiker Thomas L. Saaty entwickelte Methode, um Entscheidungsprozesse zu unterstützen.
Der Analytic Hierarchy Process ist eine Methode aus der präskriptiven Entscheidungstheorie zur Entscheidungshilfe ähnlich der Nutzwertanalyse, um komplexe Entscheidungen zu vereinfachen und rationaler zu treffen. Der AHP bildet ein systematisches Verfahren, um multikriterielle Entscheidungsprozesse zu strukturieren und zu lösen. Mit Hilfe der Methode können sowohl qualitative als auch quantitative Kriterien gegeneinander gewichtet werden. Die Einsatzmöglichkeiten sind vielfältig.
Ziele des AHP sind:
- Entscheidungen in Teams zu unterstützen.
- Die gemeinsam tragbare Lösung zu finden und den dafür erforderlichen Zeitaufwand zu minimieren.
- Die Entscheidungsfindung und das Ergebnis nachvollziehbar zu machen.
- Eventuelle Inkonsistenzen in der Entscheidungsfindung aufzudecken.

Der AHP dient:
- Zur Überprüfung und Ergänzung von subjektiven „Bauch-Entscheidungen“.
- Zum Herausarbeiten von qualitativen Gewichtungsentscheidungen basierend auf vergleichenden Entscheidungen.
- Zur strukturierten und hierarchischen Darstellung einer End-Entscheidung durch einen Entscheidungsbaum.

Die Ergebnisse ermöglichen eine genauere Diskussion der Entscheidung.
Der Mathematiker Thomas Saaty hatte die Methode bereits 1980 theoretisch entwickelt und veröffentlicht. Siehe Literaturquellen bei den Weblinks. Zum praktischen Einsatz kam die Methode aber erst in den 1990er Jahren. Popularität gewann der AHP vor allem in Nordamerika, in Skandinavien und in den fernöstlichen Ländern. Im deutschen Sprachraum fand der AHP bisher vor allem in Österreich und in der Schweiz Beachtung.

## Definition
Der AHP ist „hierarchisch“, da Kriterien, die zur Lösung eines Problems herangezogen werden, stets in eine hierarchische Struktur gebracht werden. Die Bezeichnungen für diese Kriterien lauten je nach Bedarf Merkmale, Attribute, Alternativen oder ähnlich. Elemente einer Hierarchie können in Gruppen eingeteilt werden, wobei jede Gruppe nur jeweils eine andere („höhere“) Gruppe von Hierarchieelementen beeinflusst und nur von einer anderen („niedrigeren“) beeinflusst wird.
Als „analytisch“ wird der AHP bezeichnet, weil er geeignet ist, eine Problemkonstellation in all ihren Abhängigkeiten umfassend zu analysieren.
Er wird „Prozess“ genannt, weil er einen prozessualen Ablauf vorgibt, wie Entscheidungen strukturiert und analysiert werden. Dieser Ablauf ist im Prinzip immer gleich bleibend, wodurch der AHP bei mehrfachem Einsatz zu einem leicht einsetzbaren, einer Routinehandlung gleichkommenden Entscheidungswerkzeug wird.

## Kontext
Den Einsatz quantitativer Modelle und Methoden zur Entscheidungsunterstützung in der Betriebswirtschaftslehre bezeichnet man als Operations Research (OR);
Operations Research ist geprägt durch die Zusammenarbeit von angewandter Mathematik, Wirtschaftswissenschaften und Informatik. (siehe auch Wirtschaftsinformatik)
Modelle und Methoden zur Entscheidungsunterstützung sind Forschungsgegenstand der Entscheidungstheorie.
Diese ist in der angewandten Wahrscheinlichkeitstheorie ein Zweig zur Evaluation der Konsequenzen von Entscheidungen; sie wird vielfach als betriebswirtschaftliches Instrument genutzt.
Betriebswirtschaftslehre und andere Sozialwissenschaften beschäftigen sich unter anderem damit, wie Entscheidungen in Organisationen getroffen werden. In Unternehmen liefert die Abteilung Controlling oft Daten, Modelle und Methoden zum Planen und Entscheiden (siehe auch Entscheidungsunterstützungssystem (engl. Decision Support System), statistisches Informationssystem).
Dank gewachsener EDV-Möglichkeiten kann man heute kostengünstiger und schneller als früher aus großen Datenbeständen bestimmte Zusammenhänge (Korrelationen) ermitteln (siehe auch Data-Mining, Data-Warehouse).

## Praktischer Ablauf und Methodik
Der Entscheidungsablauf gliedert sich verkürzt dargestellt in drei Phasen.
Die mathematisch-wissenschaftlichen Zusammenhänge des AHP werden im Folgenden nicht näher behandelt.

### 1. Phase: Sammeln der Daten
In dieser Phase sammelt der Entscheider alle Daten, die für seine Entscheidungsfindung erheblich sind.
Der erste Schritt verlangt vom Entscheider, dass er eine konkrete Frage zur Problemstellung formuliert. Ziel der Fragestellung ist es, die beste Lösung beziehungsweise Antwort zum Problem zu finden.
Im zweiten Schritt benennt der Entscheider unsortiert alle Kriterien (Gesichtspunkte), die ihm zur Lösung der Fragestellung als wichtig erscheinen. Die Sammlung erfolgt häufig in Form eines vorangegangenen Brainstorming. Die Ordnung der Kriterien nach ihrer Wichtigkeit erfolgt jedoch erst in einem späteren Schritt.
Im dritten Schritt benennt der Entscheider alle Alternativen (Lösungsvorschläge), die für ihn in die engere, realistische Wahl kommen, mit der sich sein Problem lösen oder die zu Beginn gestellte Frage beantworten lässt.
Damit ist die erste Phase des Sammelns und Formulierens aller entscheidungserheblichen Daten abgeschlossen.

### 2. Phase: Daten vergleichen und gewichten
Nach der ersten Phase des Sammelns und Formulierens folgt nun Gegenüberstellung, Vergleich und Bewertung aller Kriterien beziehungsweise Alternativen in zwei Unterschritten:
Im vierten Schritt muss der Entscheider jedes Kriterium jedem anderen gegenüberstellen und vergleichen. Hierbei notiert der Entscheider, welches der beiden Kriterien für ihn jeweils wichtiger erscheint. Durch diese Methode der paarweisen Vergleiche lässt sich dem Entscheider eine sehr genaue Bewertung aus der Vielzahl konkurrierender Kriterien entlocken. Dies führt zu einer Rangfolge, in der die Kriterien ihrer Wichtigkeit nach geordnet sind.
Zur Bewertung wird eine Skala herangezogen mit einer Bandbreite von 1 bis 9 Punkten. Für die Praxis kann man sich die Bewertung am besten in Form eines virtuellen Schiebereglers vorstellen, der sich zwischen zwei Kriterien befindet. Bei diesem Ablauf wird das eine Kriterium dem anderen Kriterium gegenübergestellt, verglichen und mit einer Punktzahl bewertet.
Im fünften Schritt muss der Entscheider seine Alternativen auf ihre Eignung hin untersuchen und bewerten. Dabei stellt er jeweils zwei Alternativen gegenüber und bewertet, welche Alternative am besten zur Erfüllung des jeweiligen Kriteriums passt.
Zur Bewertung wird ebenfalls eine Skala herangezogen mit einer Bandbreite von 1 bis 9. Für die Praxis eignet sich auch hier die Vorstellung eines virtuellen Schiebereglers, der zwischen jeweils zwei Alternativen liegt. Dies führt vergleichbar zu den Kriterien im vierten Schritt zu einer Rangfolge der Alternativen.

### 3. Phase: Daten verarbeiten
In der dritten und letzten Phase steht die Beantwortung der zu Anfang gestellten Frage. Dazu gibt es nach Thomas Saaty verschiedene Auswertungsszenarien.
Aus den einzelnen Bewertungen des zweiten Schrittes ermittelt der AHP nach einem mathematischen Modell (siehe unter Weblinks „AHP Einführung“) eine präzise Gewichtung aller Kriterien und fügt diese in eine prozentuale Reihenfolge zusammen.
Der AHP misst bei dieser Gelegenheit über den sogenannten „Inkonsistenzfaktor“ die Logik der Bewertungen zueinander. Damit steht eine Aussage über die Qualität der ermittelten Entscheidung zur Verfügung. Je niedriger der Inkonsistenzfaktor ist, desto schlüssiger sind ihre Bewertungen und desto weniger Widersprüche tragen sie in sich. Um einen Widerspruch überhaupt darstellen zu können, werden per Definition mindestens drei verschiedene Bewertungen benötigt, die zur Betrachtung herangezogen werden müssen.
Durch schrittweise Veränderung der ermittelten Prozentwerte der Kriterien lässt sich die Stabilität der gefundenen Lösung betrachten.

### Übersicht
(Der Schwerpunkt in diesem Artikel liegt zurzeit in der Darstellung des praktischen Ablaufs für den konkreten Anwender. Der folgende wissenschaftliche Teil ist noch nicht in aller Vollständigkeit beschrieben. Mehr zur Theorie und Mathematik findet man bei den Weblinks.)
Mehrstufige Zielhierarchien treten überwiegend im Entscheidungsprozess auf. Um diese aufzulösen, wurde AHP entwickelt.
Der AHP durchläuft dabei folgende Schritte:
1. Aufstellen der Zielhierarchie
2. Bestimmung der Prioritäten
3. Berechnung der Gewichtungsvektoren
4. Konsistenzprüfung
5. Berechnen der Gesamthierarchie

### Die einzelnen Schritte
Die einzelnen Schritte werden der Reihenfolge nach durchlaufen, wobei zur Prioritätenbestimmung zurückgesprungen wird, falls Inkonsistenzen festgestellt werden.

#### Aufstellen der Zielhierarchie
Ein wichtiges Ziel eines Unternehmens ist der langfristige wirtschaftliche Erfolg. Dieses Ziel hat unter anderem die „Unterziele“ Marktanteil, Stabilität und Gewinn. Um das Ziel der Stabilität zu erreichen, werden darunter weitere Unterziele gesetzt, zum Beispiel Mitarbeiterfluktuation und ähnliches.
Diese Ziele lassen sich als Graph mit verschiedenen Stufen darstellen.

#### Bestimmung der Prioritäten
Von dem Entscheider werden dazu paarweise Vergleiche angestellt, in denen die Wichtigkeit von jeweils zwei Unterzielen mit einem Oberziel verglichen wird. Dabei wird folgende Bewertungsskala verwendet.
| Skalenwert | Bedeutung                   |
| ---------- | --------------------------- |
| 1          | gleiche Bedeutung           |
| 3          | etwas größere Bedeutung     |
| 5          | deutlich größere Bedeutung  |
| 7          | sehr viel größere Bedeutung |
| 9          | absolut dominierend         |
| 2, 4, 6, 8 | Zwischenwerte               |

Wenn die zu vergleichenden Unterziele dichter beieinander liegen, als diese Skala angibt, kann die 1,1; 1,2; . . . . . 1,9 Skala verwendet werden. Prinzipiell kann man beliebig fein unterscheiden, dies bringt aber in den seltensten Fällen einen sinnvollen Mehrwert.
Nach der Bestimmung der Prioritäten ergibt sich zum Beispiel folgende Matrix:
| Entscheidung | Attribut 1 | Attribut 2 | Attribut 3 |
| ------------ | ---------- | ---------- | ---------- |
| Attribut 1   | 1          | 7          | 4          |
| Attribut 2   | 1/7        | 1          | 1/5        |
| Attribut 3   | 1/4        | 5          | 1          |

#### Berechnung der Gewichtungsvektoren
Aus dieser Matrix ist der Eigenvektor und der maximale Eigenwert nach einem vereinfachten Verfahren zu berechnen und ausschlaggebend.
Für das genannte Beispiel wäre dies:
| Entscheidung | Attribut 1 | Attribut 2 | Attribut 3 | Prioritäten |
| ------------ | ---------- | ---------- | ---------- | ----------- |
| Attribut 1   | 1          | 7          | 4          | 67,5 %      |
| Attribut 2   | 1/7        | 1          | 1/5        | 7,3 %       |
| Attribut 3   | 1/4        | 5          | 1          | 25,2 %      |

## Softwareunterstützung
Das Verfahren kann grundsätzlich auch in einem Tabellenkalkulationsprogramm abgebildet werden. Eine entsprechende Anleitung findet sich bei den Weblinks. Allerdings sind die mathematischen Grundlagen des AHP wesentlich komplexer und damit deutlich zeitaufwendiger zu programmieren als z. B. bei der Nutzwertanalyse. Speziell die hierarchische Variante und ihre Inkonsistenzfaktoren oder auch aus dem AHP ableitenden Auswerteszenarien wie z. B. die Stabilitäts- bzw. Sensitivitätsanalyse lassen sich mit einfachen Hilfsmittel nur schwierig darstellen. Ebenso schwierig ist die Darstellung vielfältiger Bewertungen innerhalb von Abstimmungsprozessen in Teams. Dafür bedarf es in der Regel auf den AHP speziell hin programmierter Softwareunterstützung.

## Vergleich mit der Nutzwertanalyse und Kritik
Der Analytic Hierarchy Process ist im Vergleich zur Nutzwertanalyse (NWA) mathematisch anspruchsvoller. Bei Anwendung der NWA genügen zur Berechnung Stift und Papier. Deshalb wurde die NWA schon zu Zeiten eingesetzt, als es noch keine EDV gab. Die Methode des AHP basiert mathematisch auf einer Kette von Matrizen-Multiplikationen. Diese benötigten natürlich Rechenleistung, die dem AHP in der Praxis eigentlich erst ab 1990 erfolgreich zur Verfügung stand.
Die NWA ist ein additives Näherungsverfahren und verwendet nur die Grundrechenarten. Bei der NWA wird im Gegensatz zum AHP das Kriterien-Ranking nicht durch paarweisen Vergleich ermittelt (nicht „jedes Kriterium mit jedem anderen Kriterium“). Stattdessen trägt der Entscheider seinen prozentualen Schätzwert direkt in die Ranking-Tabelle manuell ein. Auch Alternativen-Ranking wird bei der NWA ohne paarweisen Vergleich ermittelt. Die „Methodik“ der NWA reduziert sich also darauf, dass die Summe aller Gewichtsfaktoren nicht mehr als 100 Prozent ergeben darf. Der AHP dagegen „zwingt“ zum paarweisen Vergleich auch bei den Alternativen.
Abgesehen von der breiteren Bewertungsskala überprüft der AHP im Gegensatz zur NWA auch Logik und Qualität einer Entscheidung. Aus den nicht vermeidbaren Widersprüchen (siehe Widerspruchsfreiheit) aller paarweisen Vergleiche bzw. deren subjektiven Bewertungen wird durch eine quasi unnötige Überbestimmung der sogenannte Inkonsistenzfaktor und die Stabilität des Rankings aller Alternativen ermittelt.
Die Schärfe der klassischen AHP-Methode ist zugleich aber auch ihre Schwäche. Denn man benötigt mehr Zeit für die Bewertung wirklich aller Vergleiche. Es sei denn, man wendet alternativ eine verkürzte Bewertungsmethode (siehe Heuristik) des AHP an („ein Kriterium mit jedem anderen Kriterium“), sobald der Entscheider z. B. aus einer Vielzahl von Alternativen die „Spreu vom Weizen“ trennen muss. Aber dann lassen sich mangels Überbestimmung natürlich Inkonsistenz und Stabilität nicht mehr ermitteln.
Neuere Anwendungen versuchen die Problematik der Vielzahl von zu bewertenden Paarvergleiche durch unterschiedliche Verfahren zu reduzieren. Der Adaptive-AHP bemüht sich, die Zahl der Paarvergleiche deutlich zu reduzieren, ohne die Güte des Ergebnisses zu tangieren.
Eine weitere Schwäche des AHP ist das sogenannte Rank Reversal. Ist nach der vollständigen Bewertung die Reihenfolge der Alternativen beispielsweise a < b < c, so kann durch das Hinzufügen einer weiteren Alternative die Reihenfolge gedreht werden, und als Ergebnis d < b < a < c gelten. Diese Veränderung der Reihenfolge wird von den meisten Kritikern als nicht logisch bezeichnet. Wenn zuvor die Alternative B besser war als A, warum sollte sie nach Hinzufügen einer weiteren Alternative D schlechter als A sein? Dies ist eine Verletzung des IIA-Kriteriums (Independence of Irrelevant Alternatives).
Die Verletzung des IIA-Kriteriums tritt auf, wenn die neue Alternative in bestimmten Kriterien extrem gut, in anderen extrem schlecht ist. Vermeiden lässt sich das Rank Reversal, wenn man von Anfang an zwei fiktive „Extrem-Alternativen“" einschließt, die in allen Kriterien jeweils sehr gut bzw. sehr schlecht abschneiden. Die Gegner dieser Kritik erklären das Phänomen oft mit folgendem Beispiel: „Eine Frau geht in das einzige Hutgeschäft in einem Ort. Der Verkäufer zeigt ihr Hut A und Hut B. Der Frau gefällt zunächst Hut A am besten, doch der Verkäufer zeigt ihr nach kurzer Zeit noch einen Hut C, der so aussieht wie Hut A. Daraufhin entscheidet sich die Frau doch für Hut B, da sie nicht möchte, dass eine weitere Frau mit dem gleichen Hut in dem Ort herumläuft.“ Dieses Beispiel ist insofern jedoch schlecht gewählt, da damit zum Beispiel nicht gewährleistet werden kann, dass die Einzigartigkeit des Hutes bereits eine Rolle gespielt hatte, als die Frau nur A oder B zur Auswahl hatte.